# Bourdenay
Bourdenay település Franciaországban, Aube megyében. Lakosainak száma 123 fő (2022. január 1.). Bourdenay Avon-la-Pèze, Bercenay-le-Hayer, Charmoy, Fay-lès-Marcilly, Marcilly-le-Hayer, Trancault és Saint-Maurice-aux-Riches-Hommes községekkel határos.

## Népesség
A település népességének változása:
| Lakosok száma | 106  | 119  | 131  | 131  | 125  | 115  | 113  | 110  | 117  | 123  |
|               | 2006 | 2011 | 2013 | 2015 | 2016 | 2018 | 2019 | 2020 | 2021 | 2022 |